# Elaphoglossum vohimavense
Elaphoglossum vohimavense är en träjonväxtart som beskrevs av Tard. Elaphoglossum vohimavense ingår i släktet Elaphoglossum och familjen Dryopteridaceae. Inga underarter finns listade.